# Emerald Airport
Emerald Airport är en flygplats i Australien. Den ligger i kommunen Central Highlands och delstaten Queensland, omkring 650 kilometer nordväst om delstatshuvudstaden Brisbane.
Trakten runt Emerald Airport är nära nog obefolkad, med mindre än två invånare per kvadratkilometer.. Närmaste större samhälle är Emerald, nära Emerald Airport.
Omgivningarna runt Emerald Airport är i huvudsak ett öppet busklandskap.  Genomsnittlig årsnederbörd är 834 millimeter. Den regnigaste månaden är januari, med i genomsnitt 158 mm nederbörd, och den torraste är augusti, med 9 mm nederbörd.